# 474
474 (CDLXXIV) fue un año común comenzado en martes del calendario juliano, en vigor en aquella fecha.
En el Imperio romano, el año fue nombrado el del consulado de León sin colega, o menos comúnmente, como el 1127 Ab urbe condita, adquiriendo su denominación como 474 a principios de la Edad Media, al establecerse el anno Domini.

## Acontecimientos

### Imperio romano de Oriente
- 18 de enero: tras la muerte de su abuelo, León I (emperador), accede al trono del Imperio romano de Oriente León II, su nieto de siete años; reinará hasta el 17 de noviembre de este mismo año.
- Zenón, yerno de León I, sucede a su hijo León II como emperador.

### Imperio romano de Occidente
- Julio Nepote es nombrado emperador del Imperio romano de Occidente.

### Europa y África
- 45 años de conflicto entre los vándalos de Genserico y el Imperio romano concluyen cuando se firma la paz con el Imperio bizantino, que reconoce a Genserico como señor de África, Sicilia, Cerdeña, Córcega y las Baleares.[1]
- Teodorico el Grande es rey de los ostrogodos.

## Nacimientos
- Antemio de Tralles, arquitecto constructor de la Iglesia de Santa Sofía en Constantinopla.

## Fallecimientos
- 18 de enero: León I, emperador romano de Oriente, de disentería a la edad de 73 años.
- 17 de noviembre: León II, Emperador del Imperio romano de Oriente.
- Teodomiro, rey de los ostrogodos.